# Lekkoatletyka na Letnich Igrzyskach Olimpijskich 1948 – sztafeta 4 × 100 m mężczyzn
Sztafeta 4 × 100 metrów mężczyzn była jedną z konkurencji lekkoatletycznych rozgrywanych podczas XIV Igrzysk Olimpijskich w Londynie. Biegi eliminacyjne rozegrane zostały 6 sierpnia, zaś finał 7 sierpnia 1948 roku. Mistrzem olimpijskim w tej konkurencji została sztafeta Stanów Zjednoczonych. W rywalizacji wzięło udział 60 biegaczy z 15 reprezentacji.
Sztafeta amerykańska, w skład której wchodzili mistrz olimpijski w biegu na 100 metrów Harrison Dillard, mistrz olimpijskie w biegu na 200 metrów Mel Patton, wicemistrz na obu tych dystansach Barney Ewell i skoczek w dal Lorenzo Wright była zdecydowanym faworytem. Wyraźnie wygrała bieg finałowy, lecz sędziowie orzekli, że podczas pierwszego przekazania pałeczki (pomiędzy Ewellem a Wrightm) doszło do przekroczenia strefy zmian i ogłosili dyskwalifikację zespołu amerykańskiego. Po trzech dniach, po analizie filmu z biegu, werdykt ten uchylono i Amerykanie zostali złotymi medalistami.

## Rekordy
|                   | reprezentacja     | zawodnicy                                             | czas | data                 | miejsce |
| ----------------- | ----------------- | ----------------------------------------------------- | ---- | -------------------- | ------- |
| Rekord świata     | Stany Zjednoczone | Jesse Owens, Ralph Metcalfe, Foy Draper, Frank Wykoff | 39,8 | 9 sierpnia 1936(dts) | Berlin  |
| Rekord olimpijski | Stany Zjednoczone | Jesse Owens, Ralph Metcalfe, Foy Draper, Frank Wykoff | 39,8 | 9 sierpnia 1936(dts) | Berlin  |

## Wyniki
| Poz. - pozycja |
| – rekord świata \| – rekord krajowy \| – rekord życiowy \| = – wyrównany rekord życiowy \| · – najlepszy wynik w sezonie \| = – wyrównany najlepszy wynik w sezonie \| – rekord olimpijski |
| Fn – falstart \| DNF – nie ukończył \| DNS – nie wystartował \| DSQ – zdyskwalifikowany |

### Eliminacje
15 sztafet przystąpiło do biegów eliminacyjnych. Rozegrano trzy biegi. Do finału awansowały po dwie najlepsze sztafety w każdym biegu (Q).

#### Bieg 1
| Poz. | Państwo           | Zawodnicy                                                   | Rezultat | Uwagi |
| ---- | ----------------- | ----------------------------------------------------------- | -------- | ----- |
| 1    | Stany Zjednoczone | Barney Ewell, Lorenzo Wright, Harrison Dillard, Mel Patton  | 41,1     | Q     |
| 2    | Włochy            | Michele Tito, Enrico Perucconi, Carlo Monti, Antonio Siddi  | 41,3     | Q     |
| 3    | Brazylia          | Rosalvo Ramos, Hélio da Silva, Aroldo da Silva, Ivan Hausen | 42,4     |       |
| –    | Turcja            | Kemal Aksur, Erdal Barkay, Raşit Öztaş, Ruhi Sarıalp        | DQ       |       |

#### Bieg 2
| Poz. | Państwo         | Zawodnicy                                                             | Rezultat | Uwagi |
| ---- | --------------- | --------------------------------------------------------------------- | -------- | ----- |
| 1    | Wielka Brytania | John Archer, Jack Gregory, Alastair McCorquodale, Kenneth Jones       | 41,4     | Q     |
| 2    | Węgry           | Ferenc Tima, László Bartha, György Csányi, Béla Goldoványi            | 41,4     | Q     |
| 3    | Australia       | Theodore Bruce, John Bartram, Morris Curotta, John Treloar            | 41,5     |       |
| 4    | Urugwaj         | Mario Fayos, Juan López, Walter Pérez, Hércules Azcune                | 42,8     |       |
| 5    | Bermudy         | Hazzard Dill, Perry Johnson, Stanley Lines, Frank Mahoney             | 45,4     |       |
| –    | Belgia          | Fernand Bourgaux, Pol Braekman, Fernand Linssen, Isidoor Van De Wiele | DNF      |       |

#### Bieg 3
| Poz. | Państwo   | Zawodnicy                                                                     | Rezultat | Uwagi |
| ---- | --------- | ----------------------------------------------------------------------------- | -------- | ----- |
| 1    | Holandia  | Jan Lammers, Jan Meijer, Gabe Scholten, Jo Zwaan                              | 41,7     | Q     |
| 2    | Kanada    | Don McFarlane, James O’Brien, Don Pettie, Ted Haggis                          | 42,3     | Q     |
| 3    | Argentyna | Gerardo Bönnhoff, Alberto Biderman, Carlos Isaac, Fernando Lapuente           | 42,4     |       |
| 4    | Islandia  | Ásmundur Bjarnason, Finnbjörn Þorvaldsson, Trausti Eyjólfsson, Haukur Clausen | 42,9     |       |
| –    | Francja   | Alain Porthault, Marc Litaudon, Julien Lebas, René Valmy                      | DNF      |       |

### Finał
| Poz. | Państwo           | Zawodnicy                                                       | Rezultat |
| ---- | ----------------- | --------------------------------------------------------------- | -------- |
| 1    | Stany Zjednoczone | Barney Ewell, Lorenzo Wright, Harrison Dillard, Mel Patton      | 40,6     |
| 2    | Wielka Brytania   | John Archer, Jack Gregory, Alastair McCorquodale, Kenneth Jones | 41,3     |
| 3    | Włochy            | Enrico Perucconi, Antonio Siddi, Carlo Monti, Michele Tito      | 41,5     |
| 4    | Węgry             | Ferenc Tima, László Bartha, György Csányi, Béla Goldoványi      | 41,6     |
| 5    | Kanada            | Don McFarlane, James O’Brien, Don Pettie, Ted Haggis            | 41,9     |
| 6    | Holandia          | Jan Lammers, Jan Meijer, Gabe Scholten, Jo Zwaan                | 41,9     |